# Mimeusemia javana
Mimeusemia javana là một loài bướm đêm trong họ Noctuidae.